# تشارلز بيتشر
تشارلز بيتشر هو ملحن وسياسي أمريكي، ولد في 1 أكتوبر 1815 في ليتشفيلد في الولايات المتحدة، وتوفي في 21 أبريل 1900 في Georgetown, Massachusetts ‏ في الولايات المتحدة.